# Arsenal (Antigua Atenas)
La Skeuoteca (griego Σκευοθήκη) era el Arsenal de la Antigua Atenas por antonomasia. La palabra tenía un significado de «almacén de utensilios y herramientas», pero pasó a denominar en Atenas al gran Arsenal de su poderosa marina. Es una palabra del léxico común griego (σκεῦος «aparato, utensilio en general» y θἠκη «caja para guardar cosas»), y en composición «almacén de cosas ordenadas». Era un edificio donde se depositaban los aparejos de los barcos, bajo la vigilancia de los magistrados encargados del arsenal. Construido en el puerto de Zea, partía del propileo del ágora y pasaba por detrás de los tinglados. 
Calícrates, el arquitecto, aparece en el decreto ateniense de una inscripción, en la que también figura el presupuesto redactado por Filón de Atenas. A los poletas, magistrados encargados de las obras públicas, correspondía adjudicar las obras. 
En El Pireo existían ya varios edificios llamados σκευοθῇϰα en las inscripciones de la marina ateniense. La Skeuoteca es mencionada en un inventario del año 357 a. C. La nueva Skeuoteca fue llamada λίθινη («de piedra») para distinguirla de los almacenes de madera. La mayor parte de la construcción era de piedra del Pireo (λίθος άϰτίτης), y algunas partes de mármol del Pentélico o del Himeto.

## Dimensiones y elementos
El Arsenal tenía 400 pies de largo y 55 de ancho. La altura de los muros era de 27 pies, medidos desde el zócalo (εύθυντνιρίϰ) a la cornisa. Un pie (πούς) equivalía a 308,30 milímetros.
El εύθυντηρίχ era une especie de zócalo formado por una línea de piedras que tenían 3 palmos de anchura, un palmo y medio de alta y 4 de larga. Sobre el zócalo, que sobresalía algunos centímetros por cada lado, se elevaba una especie de basamento, compuesto por piedras de 4 palmos de largas por 3 de altura y un grosor de 2 palmos y medio y un dedo. Un palmo (πχλκιστῄ) medía 77,1 milímetros, y un dedo (δάκτυλος) eran 19,3 mm.
El muro estaba rematado por un friso con triglifos cuyas dimensiones se desconocen. En los ángulos, la longitud de todas las piedras debía estar en correspondencia con las proporciones de los triglifos.
Los muros de los lados largos tenían practicadas ventanas de 3 pies de alto por 2 de ancho; cada una de estas aberturas tenían una ventana de bronce. La altura a la que estaban situadas no está indicada en los inventarios navales, sin embargo se señala que había una por cada intercolumnio, es decir, 34. Para airear el edificio, este disponía de espacios vacíos entre las juntas, en los sitios diseñados por el arquitecto.
Las dos fachadas laterales era idénticas. Como el interior, estaban divididas en tres partes. Al espacio de 20 pies correspondiente a la galería del medio, se abrían dos puertas separadas por un pilar de 2 pies de grosor. Cada puerta medía 15 pies de alto y 3 de ancho. Los umbralese de mármol del Himeto soportaban dos montantes de mármol del Pentélico o del Himeto, sobre los que se apoyaba el dintel, de mármol pentélico, de 12 pies de largo, del espesor del muro, y de una altura de 3 pies. Encima había una cornisa en saledizo de 1,5 pies.
A cada lado de las puertas, el muro tenía practicadas tres ventanas, de las mismas dimensiones que las de los muros de los lados largos. Había arriba un friso con triglifos y la cornisa que corría sobre la fachada, y un frontón con su cornisa.
El pilar de dos pies de ancho que separaba las dos puertas se prolongaba en el interior 7,5 pies dentro del muro (10 pies incluido el muro). Además, había a cada lado, en el interior, hasta la primera columna un muro en el que se abría la puerta. Esta era de un solo batiente y estaba revestida con bronce.
Tres muros dividían la entrada en tres espacios distintos hasta la altura de las primeras columnas; este doble pasaje estaba cubierto por mármol del Himeto.
Longitudinalmente, el edificio estaba dividido en tres naves, con dos hileras de 35 columnas. La galería del medio, reservada para dejar un paso al pueblo a través de la skeuoteca, tenía 20 pies de ancho. las dos naves laterales medían cada una 15 pies de ancho, contados a partir del muro interior e incluyendo la columna.